# Cloche de l'église de Saint-André-de-Lidon
La cloche de l'église Saint-André à Saint-André-de-Lidon, une commune du département de la Charente-Maritime dans la région Nouvelle-Aquitaine en France, est une cloche de bronze datant de 1774. Elle a été classée monument historique au titre d'objet le 22 avril 1942. 
Le fondeur de cloches était l'atelier Turmeau à Bordeaux. 